# Mati Diop

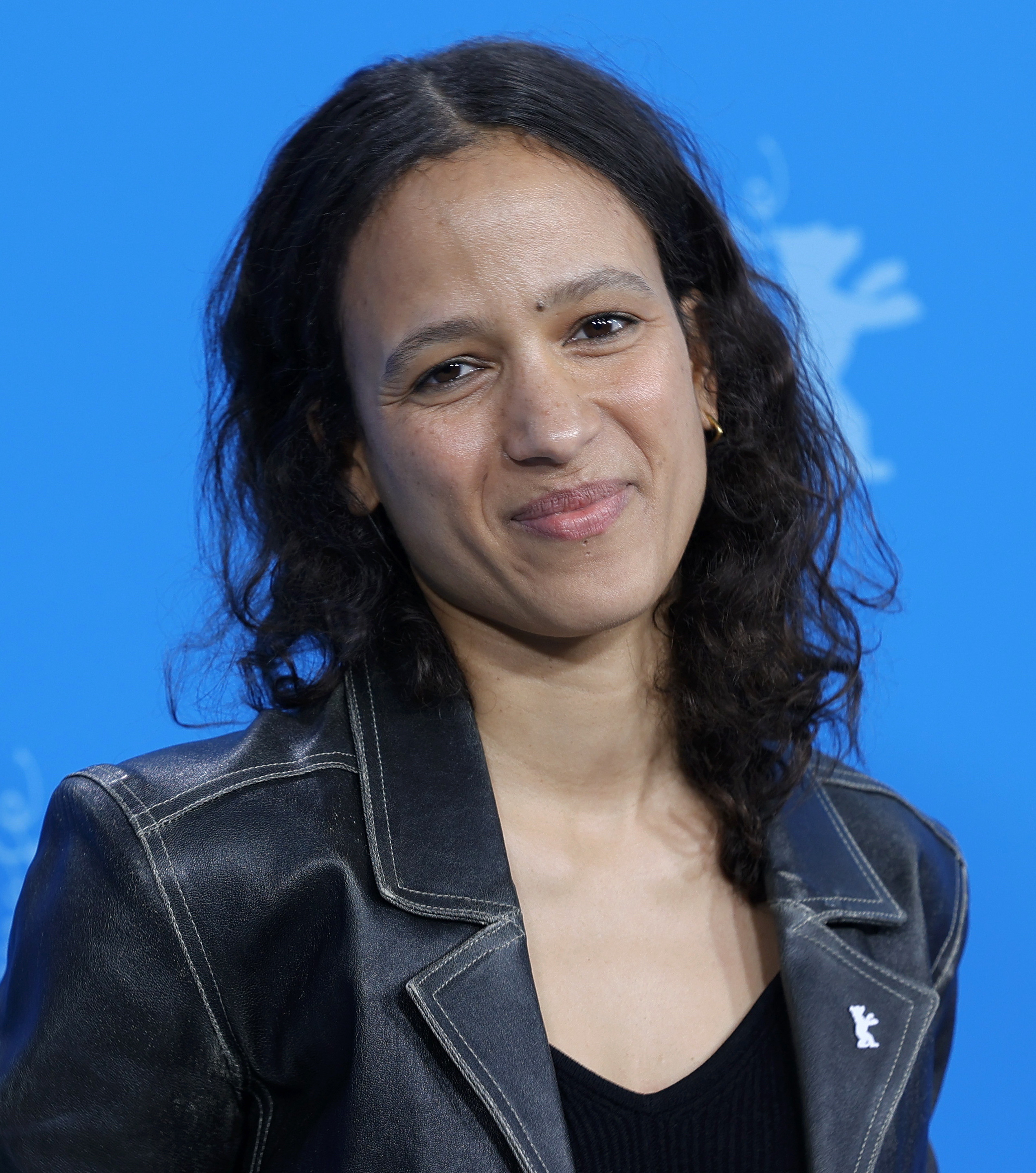
Mati Diop bei den Internationalen Filmfestspielen Berlin 2024

Mati Diop (anhörenⓘ; * 22. Juni 1982 in Paris) ist eine französische Regisseurin, Drehbuchautorin, Kamerafrau und Schauspielerin. Ihr Dokumentarfilm Dahomey, Gewinner des Goldenen Bären bei der Berlinale 2024, wurde von Senegal als Beitrag für die Oscarverleihung 2025 als bester Internationaler Film eingereicht.

## Leben
Die 1982 in Paris geborene Mati Diop stammt aus der senegalesischen Diop-Familie. Ihr Vater Wasis Diop ist Musiker und Songwriter, der für eine Mischung der traditionellen senegalesischen Volksmusik mit moderner Popmusik und Jazz bekannt ist. Zudem ist sie die Nichte des Filmemachers und Schauspielers Djibril Diop Mambéty. Diops französische Mutter ist Fotografin und Artdirector.
Diop arbeitete als Schauspielerin, unter anderem für Claire Denis, Antonio Campos und Matias Piñero. Außerdem drehte sie Kurzfilme, darunter die Dokumentation A Thousand Suns, die vom Hauptdarsteller eines der bekanntesten Filme ihres Onkels, Touki Bouki, handelt. 2009 drehte sie den Kurzfilm Atlantiques.
Den darauf basierenden Langfilm Atlantique, bei dem sie Regie führte und das Drehbuch schrieb, stellte sie im Rahmen der Internationalen Filmfestspiele von Cannes vor, wo er um die Goldene Palme konkurrierte. Diop war damit die erste schwarze Regisseurin im Wettbewerb von Cannes. Im November 2019 wurde sie vom Branchenblatt Variety in die 10 Directors to Watch aufgenommen. Atlantique wurde vom Senegal als Beitrag für die Oscarverleihung 2020 in der Kategorie Bester Internationaler Film eingereicht und Mitte Dezember 2019 von der Academy of Motion Picture Arts and Sciences auf die Shortlist in dieser Kategorie gesetzt.
Ende Juni 2020 wurde Diop ein Mitglied der Academy of Motion Picture Arts and Sciences. Ein Jahr später wurde sie in die Wettbewerbsjury des 74. Filmfestivals von Cannes berufen.
Im Jahr 2024 erhielt sie für ihren Dokumentarfilm Dahomey den Goldenen Bären der 74. Berlinale.

## Filmografie (Auswahl)
- 2008: 35 Rum (als Schauspielerin)
- 2009: Atlantiques (Kurzfilm, Regie, Drehbuch und Kamera)[8][9]
- 2011: Sleepwalkers (auch Kamera)
- 2011: Snow Canon (Kurzfilm, Regie und Drehbuch)
- 2012: Simon Killer (als Schauspielerin)
- 2013: Mille soleils (Dokumentarfilm, Regie und Kamera)[10]
- 2014: L for Leisure L (als Schauspielerin)
- 2014: Fort Buchanan (als Schauspielerin)
- 2016: Hermia & Helena (als Schauspielerin)
- 2019: Atlantique (Regie und Drehbuch)
- 2022: Mit Liebe und Entschlossenheit (Avec amour et acharnement, als Schauspielerin)
- 2024: Dahomey (Dokumentarfilm, Regie und Drehbuch)

## Auszeichnungen (Auswahl)
Camerimage
- 2019: Nominierung für das Beste Regiedebüt (Atlantique)

Black Reel Award
- 2020: Nominierung als Bester internationaler Film (Atlantique)
- 2020: Nominierung für die Beste Regie (Atlantique)
- 2020: Nominierung für die Nachwuchsregie (Atlantique)
- 2020: Nominierung für das Beste Drehbuchdebüt (Atlantique)[11]

Directors Guild of America Award
- 2020: Nominierung für das Beste Regiedebüt (Atlantique)[12]

Europäischer Filmpreis
- 2019: Nominierung als Europäische Entdeckung für den Prix FIPRESCI (Atlantique)[13]

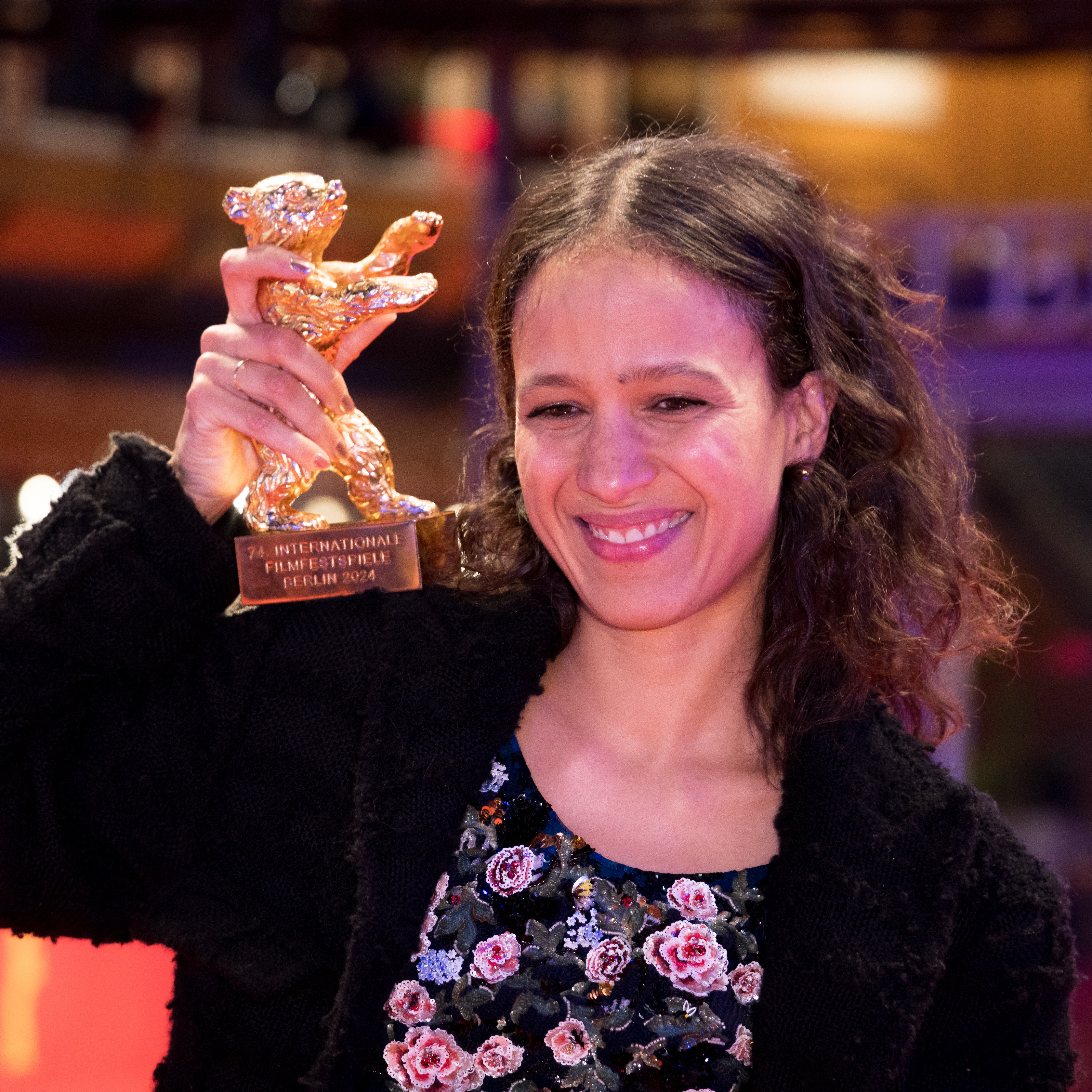
Mati Diop mit dem Goldenen Bären 2024 für Dahomey

Internationale Filmfestspiele Berlin
- 2024: Goldener Bär (Dahomey)

Internationale Filmfestspiele von Cannes
- 2019: Nominierung für die Goldene Palme (Atlantique)
- 2019: Auszeichnung mit dem Großen Preis der Jury (Atlantique)[14]

London Film Festival
- 2019: Auszeichnung mit dem Sutherland Award im First Feature Competition (Atlantique)[15]

Internationale Filmfestspiele von Venedig
- 2011: Nominierung für den Queer Lion (Snow Canon)

New York Film Critics Circle Award
- 2019: Auszeichnung als Bestes Erstlingswerk (Atlantique)

Palm Springs International Film Festival
- 2020: Nominierung als Bester fremdsprachiger Film für den FIPRESCI-Preis (Atlantique)[16]

Prix Lumières
- 2020: Nominierung  als Bester Debütfilm (Atlantique)[17]

Rotterdam International Film Festival
- 2010:	Auszeichnung mit dem Tiger Award for Short Film (Atlantiques)
- 2012:	Auszeichnung mit dem Tiger Award for Short Film (Big in Vietnam)